# Зост (район)
Зост (нем. Soest) — район в Германии. Центр района — город Зост. Район входит в землю Северный Рейн-Вестфалия. Подчинён административному округу Арнсберг. Занимает площадь 1328 км². Население — 304,9 тыс. чел. (2010). Плотность населения — 230 человек/км².
Официальный код района — 05 9 74.
Район подразделяется на 14 общин.

## Города и общины
1. Липпштадт (66 952)
2. Зост (48 747)
3. Верль (31 701)
4. Варштайн (27 302)
5. Гезеке (20 764)
6. Эрвитте (15 767)
7. Энзе (12 748)
8. Вельфер (12 418)
9. Липпеталь (12 324)
10. Виккеде (11 945)
11. Бад-Зассендорф (11 664)
12. Мёнезее (11 458)
13. Рютен (10 619)
14. Анрёхте (10 508)

(30 июня 2010)